# Eta Carinides
Les Eta Carinides sont une pluie de météores survenant chaque année du 14 au 27 janvier, avec un maximum le 21 janvier. C. S. Nilsson, de l'Observatoire d'Adélaïde, les a découverts en 1961 en Australie. Environ deux à trois météores se produisent par heure à son maximum. Il tire son nom du radiant qui est proche de l'étoile nébuleuse Eta Carinae.